# Fortaleza de Mimoyecques

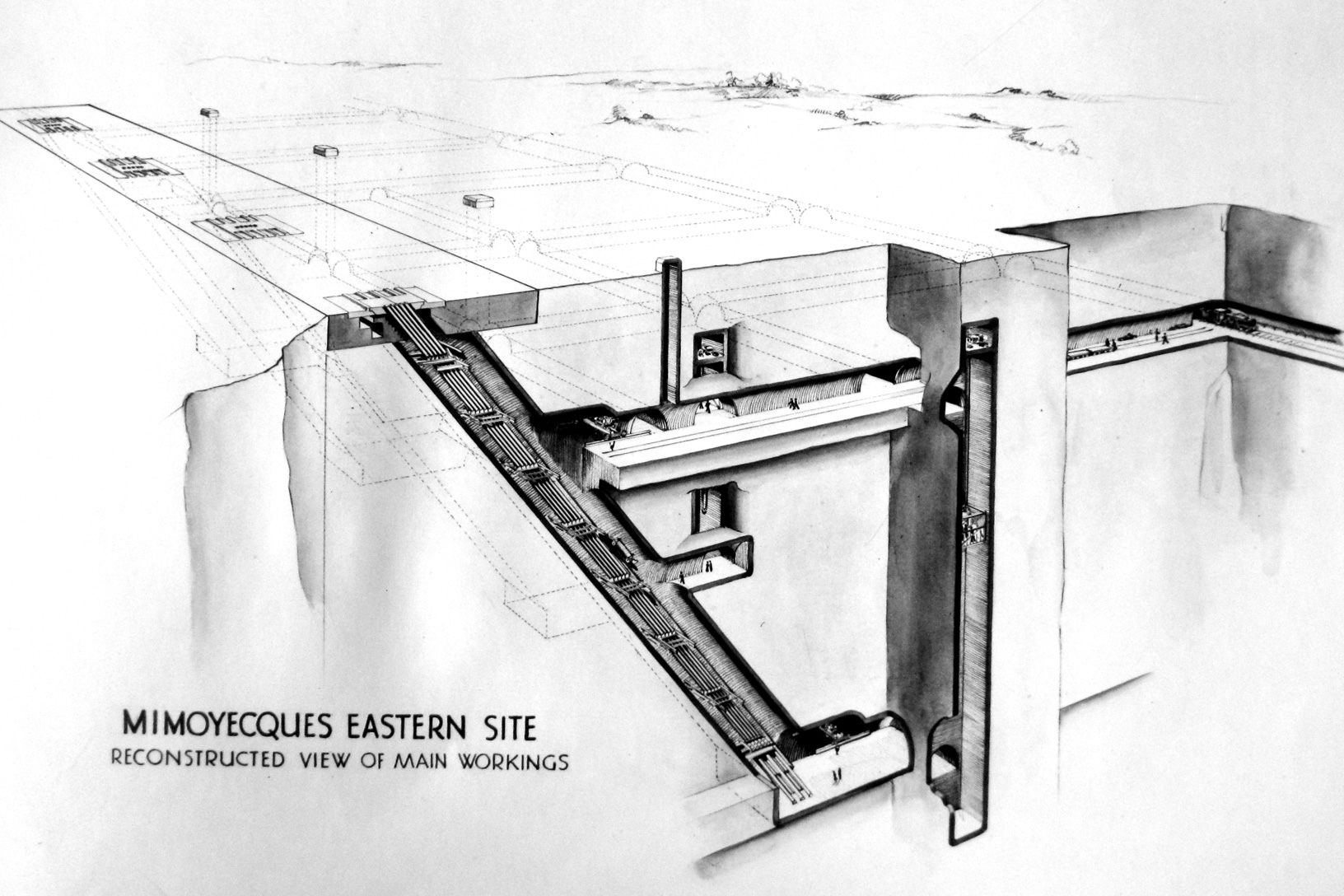
Vista con una reconstrucción de la instalación tal como estaba planificada.

La Fortaleza de Mimoyecques es el nombre moderno que se le ha dado a un complejo de búnkeres de la Segunda Guerra Mundial, que fuera construido por la Alemania Nazi entre 1943 y 1944 para alojar una batería de cañones V-3 que apuntaban a Londres, que se ubica a una distancia de 165 km. Originalmente su nombre clave era Wiese ("Colina") o Bauvorhaben 711 ("Proyecto de Construcción 711"), se encuentra ubicado en la comuna de Landrethun-le-Nord en la región de Pas-de-Calais en el norte de Francia, a unos 20 km de Boulogne-sur-Mer.
El complejo consiste de una red de túneles excavados en la colina de tiza, los cuales se encuentran interconectados con cinco vanos inclinados que alojarían cincuenta cañones V-3, todos ellos apuntando a Londres. Las armas hubieran sido capaces de disparar diez proyectiles por minuto – 600 toneladas de proyectiles por hora – hacia Londres, una amenaza que posteriormente Winston Churchill describiría como "el ataque más devastador que podría haber sufrido Londres." Los aliados no sabían de la existencia del proyecto V-3 pero habían identificado al sitio como una posible base de lanzamiento de los misiles balísticos V-2. Por lo tanto a partir de 1943 fue asignado como un objetivo de bombardeo intenso por las fuerzas aéreas Aliadas. El complejo fue impactado el 6 de julio de 1944 por el escuadrón 617 de la RAF utilizando bombas terremoto modelo "Tallboy" de 5.4 toneladas cada una. Aunque formalmente nunca fue abandonado por los alemanes, el complejo fue capturado el 5 de septiembre de 1944 por la Tercera División de Infantería Canadiense.
Siguiendo órdenes directas de Churchill el complejo fue parcialmente demolido luego de la guerra, ya que era considerado una amenaza para el Reino Unido. Posteriormente fue abierto, inicialmente en 1969 como una granja de hongos y posteriormente a partir de 1984 como un museo. Fue adquirido por una organización de conservación de la naturaleza en el 2010 y reabierto bajo la gestión del museo de La Coupole, una antigua base de cohetes V-2 cerca de Saint-Omer.
En esta fortaleza están enterrados numerosos soldados y homenajes a algunos soldados aliados, como a Joseph P. Kennedy, Jr., hermano de John F. Kennedy y aviador estadounidense muerto en el este de Inglaterra en 1944, durante la Operación Afrodita.

## Galería
|                                                                             |
| El túnel de ferrocarril en la zona este de Mimoyecques, circa enero de 1945 |

| |
| El mismo túnel tal como se conserva en la actualidad (el nivel del suelo ha sido elevado para ajustarse al de la plataforma de descarga, la que se observa un pedazo en el lado izquierdo) |

|                                                                           |
| Réplica de uno de los tubos del cañón HDP (V-3) en Drift IV , Mimoyecques |